# Carl-Heinz Scharpegge
Carl-Heinz Scharpegge (ur. 21 grudnia 1948) – major służby bezpieczeństwa NRD Stasi, szef przedstawicielstwa MBP NRD w Polsce.
Studiował polonistykę w Łodzi (1967–1968) i psychologię na Uniwersytecie Jagiellońskim w Krakowie (1968–1973). Następnie przeszedł do resortu bezpieczeństwa publicznego NRD, zajmując szereg funkcji, m.in. w Grupie Operacyjnej Warszawa Stasi (Operativgruppe Warschau des MfS), np. kier. ekspozytury w Katowicach (1983–1984), z-cy szefa (1984-1988), i szefa Grupy (od X 1989). W 1988 uzyskał stopień majora.